# Kreis Pinneberg
Kreis Pinneberg är ett distrikt (Kreis) i Schleswig-Holstein, Tyskland, där Pinneberg är centralort. Bilarna har PI på nummerskyltarna. Det är det till ytan minsta distriktet i Schleswig-Holstein, men samtidigt det befolkningsmässigt största.

## Administrativ indelning
I förvaltningsrättslig mening finns i modern tid ingen skillnad mellan begreppet Stadt (stad) gentemot Gemeinde (kommun). 

### Amtsfria städer och kommuner
| - Barmstedt (stad) - Bönningstedt - Elmshorn (stad) - Halstenbek | - Hasloh - Helgoland - Pinneberg (stad) | - Quickborn (stad) - Rellingen - Schenefeld (stad) | - Tornesch (stad) - Uetersen (stad) - Wedel (stad) |

### Amt i Kreis Pinneberg
- Amt Elmshorn-Land
- Amt Hörnerkirchen
- Amt Geest und Marsch Südholstein
- Amt Pinnau
- Amt Rantzau